# Etheostoma osburni
Etheostoma osburni är en fiskart som först beskrevs av Carl Leavitt Hubbs och Milton Bernhard Trautman 1932.  Etheostoma osburni ingår i släktet Etheostoma och familjen abborrfiskar. IUCN kategoriserar arten globalt som nära hotad. Inga underarter finns listade i Catalogue of Life.